# Vigur
Vigur – wyspa Islandii u ujścia Hestfjörður, będąca przystanią ptaków morskich: edredonów, rybitw arktycznych, nurzyków i maskonurów.  Ma około 2 km długości i 400 m szerokości. Na miejscowej farmie znajduje się wiatrak i mała wystawa dawnych narzędzi rolniczych. Na wyspę można się dostać promem z Ísafjörður.